# Fernando Tambroni
Fernando Tambroni Armaroli (25 tháng 11 năm 1901 – 18 tháng 2 năm 1963) là chính trị gia cánh hữu người Ý của Dân chủ Thiên Chúa giáo. Ông là luật sư, người ủng hộ nổi bật các chính sách luật pháp và trật tự, và trong thời gian ngắn vào năm 1960, ông là Thủ tướng thứ 36 của Ý.